# Miss Venezuela 2005
Miss Venezuela 2005 fue la quincuagésima segunda (52°) edición del certamen Miss Venezuela, se celebró en Caracas, Venezuela, desde el Poliedro de Caracas, el 15 de septiembre del 2005 y fue trasmitido por Venevisión y Venevisión Plus, con retransmisión internacional en la cadena Univisión. Al final del evento, Mónica Spear, Miss Venezuela 2004, de Guárico, coronó a Jictzad Viña, de Sucre, como su sucesora.

## Desarrollo
Maite Delgado y Daniel Sarcos repiten como animadores de la gala del 15 de septiembre de 2005, en el Poliedro de Caracas. El opening tuvo la participación del elenco del programa «Atómico», con Antonella Baricelli y Álex Goncalves a la cabeza, llena de títeres el escenario.
La música y los integrantes de Tambor Urbano acompañan a las 28 jóvenes en el desfile en traje de baño. Se realiza un sentido homenaje a Susana Duijm al cumplirse 50 años de su coronación como Miss Mundo 1955.
La participaciones de Franco De Vita, Frank Quintero, Voz Veis, RBD, Shakira y diversos grupos urbanos con baile de La Niña Gaby completarían el show. Durante la presentación de Franco De Vita, Juan Salas irrumpió la seguridad del evento y se subió sobre el piano del escenario quitándole el micrófono a Franco De Vita y pronunciando unas breves palabras fue retirado del escenario por el equipo de seguridad.
En el jurado se encuentran: Maritza Sayalero, Gaby Espino, Carolina Perpetuo, Carlos Cruz, Caridad Canelón, Chiquinquirá Delgado, Zoraya Villarreal y Viviana Gibelli.
La votación favorece a Miss Sucre, Jictzad Viña. Alexandra Braun (Nueva Esparta), Daniela Di Giácomo (Barinas) y Rosamaría Matteo (Canaima) participan este año.

## Ganadoras

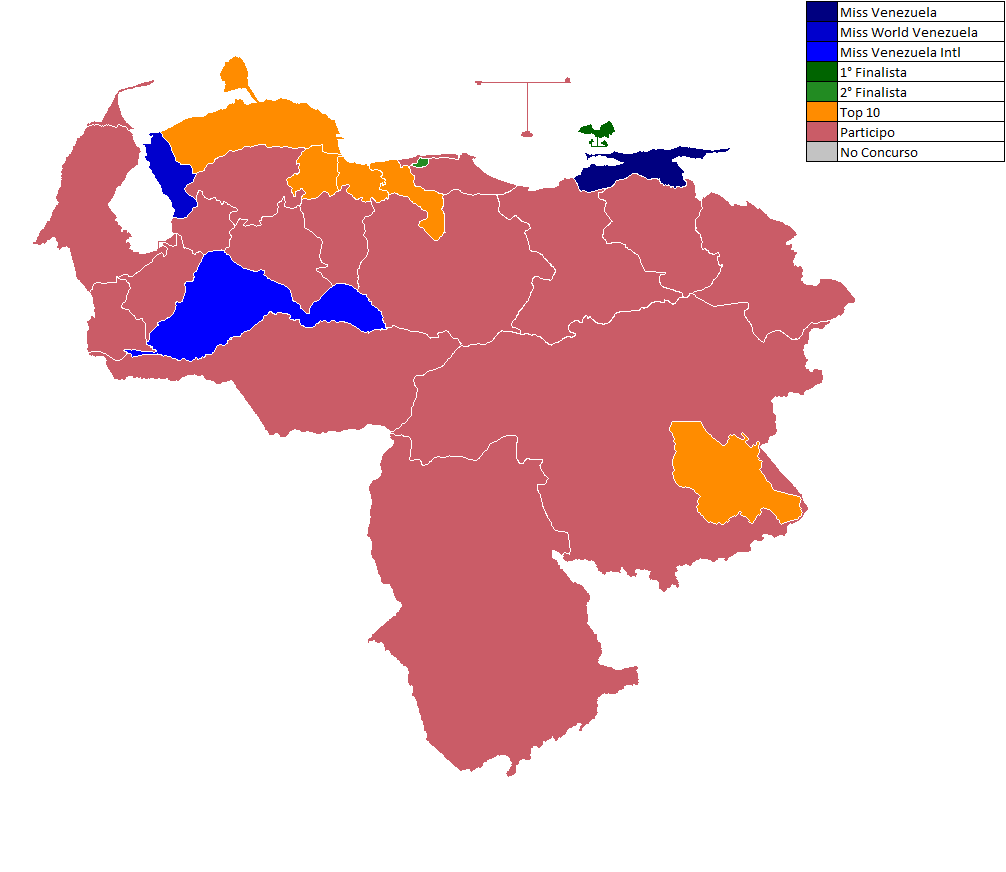
Miss Venezuela 2005

| Resultado Final              | Candidata |
| ---------------------------- | --- |
| Miss Venezuela 2005          | - Sucre - Jictzad Viña |
| Miss Venezuela Mundo         | - Costa Oriental - Susan Carrizo |
| Miss Venezuela Internacional | - Barinas - Daniela Di Giacomo |
| 1.ª finalista "Miss Earth"   | - Nueva Esparta - Alexandra Braun |
| 2.ª finalista                | - Distrito Capital - Davianny Rivero |
| Top 10                       | - Aragua - Marianne Puglia - Canaima - Rosamaría Matteo - Carabobo - Liliana Campa - Falcón - Andrea Pardo - Yaracuy - Adriana Echenagucia |

## Premiaciones especiales
- Miss Fotogénica (electa por el Círculo de Reporteros Gráficos de Venezuela) - Rosamaría Matteo (Miss Canaima)
- Miss Internet (seleccionada por los cibernautas a través de la página oficial de la Organización Miss Venezuela) - Marianne Puglia (Miss Aragua)
- Miss Popularidad (seleccionada a través de SMS) - Liliana Campa (Miss Carabobo)
- Miss Amistad - Davianny Rivero (Miss Distrito Capital)
- Miss Elegancia - Rosamaría Matteo (Miss Canaima)
- Mejor Rostro - Liliana Campa (Miss Carabobo)
- Miss Personalidad - Adriana Echenagucia (Miss Yaracuy)
- Mejor Cuerpo - Rosamaría Matteo (Miss Canaima)
- Miss Sonrisa - Susan Carrizo (Miss Costa Oriental)
- Miss Piel - Alexandra Braun (Miss Nueva Esparta)
- Mejor Cabello - Samar Al Zarouni (Miss Bolívar)
- Miss Figura - Zulima García (Miss Miranda)

## Representaciones
| Delegada                              | Concurso                          | Resultado                           | Otros premios              |
| ------------------------------------- | --------------------------------- | ----------------------------------- | -------------------------- |
| Jictzad Nakarhyt Viña Carreño         | Reina Sudamericana 2005           | 1.ª Finalista                       |                            |
| Jictzad Nakarhyt Viña Carreño         | Miss Universo 2006                | No clasificó                        |                            |
| Berliz Susan Carrizo Escandela        | Miss Mundo 2005                   | No clasificó                        |                            |
| Daniela Anette Di Giacomo Di Giovanni | Miss Internacional 2006           | Ganadora                            | Mejor Estilo Mejor Silueta |
| Alexandra Braun Waldeck               | Miss Tierra 2005                  | Ganadora                            | Mejor en Traje de Baño     |
| Liliana Campa Moerbeeck               | Top Model of the World 2006       | Semifinalista                       |                            |
| Liliana Campa Moerbeeck               | Reina Internacional del Café 2006 | Primera Princesa (3.ᵉʳ lugar)       |                            |
| Marianne Pasqualina Puglia Martínez   | Miss Tierra 2006                  | Miss Tierra - Fuego (3.ª Finalista) | Mejor en Traje de Baño     |

## Candidatas
| Estado                 | Candidata                                | Edad | Estatura (m) | Ciudad Natal  |
| ---------------------- | ---------------------------------------- | ---- | ------------ | ------------- |
| Amazonas               | Carlen Catherine Farías Sandoval         | 20   | 1,77         | Caracas       |
| Anzoátegui             | Xenia Fabiola Prieto Mihajlow            | 20   | 1.77         | Caracas       |
| Apure                  | Krystle Carolina Kabbabé Poleo           | 22   | 1.78         | Caracas       |
| Aragua                 | Marianne Pasqualina Puglia Martínez      | 20   | 1.76         | La Victoria   |
| Barinas                | Daniela Anette di Giacomo di Giovanni    | 20   | 1.76         | Caracas       |
| Bolívar                | Samar Al Zarouni El Hamra                | 19   | 1.76         | Valencia      |
| Canaima                | Rosamaría Matteo Mago                    | 20   | 1.82         | Caracas       |
| Carabobo               | Liliana Campa Moerbeeck                  | 21   | 1.83         | Maracay       |
| Cojedes                | Patricia Daniela Madrigal Tavallo        | 18   | 1.84         | Valencia      |
| Costa Oriental         | Berliz Susan Carrizo Escandela           | 21   | 1.77         | Bachaquero    |
| Delta Amacuro          | Patricia Schmid Chávez                   | 21   | 1.71         | Caracas       |
| Dependencias Federales | Sasha Andreína Bolívar Fraiz             | 21   | 1.72         | Caracas       |
| Distrito Capital       | Davianny Zaidet Rivero Bello             | 20   | 1.72         | Caracas       |
| Falcón                 | Andrea Pardo Aoun                        | 19   | 1.77         | Caracas       |
| Guárico                | Lorena Alicia Sánchez de León Brajkovich | 20   | 1.79         | Caracas       |
| Lara                   | Jennifer Johanna Schell Dorante          | 20   | 1.79         | Barquisimeto  |
| Mérida                 | Daniela Andreína Méndez Balza            | 24   | 1.74         | Caracas       |
| Miranda                | Zulima Zaira García Martínez             | 24   | 1.73         | Caracas       |
| Monagas                | Johanna Ruth Amorín Gaarn                | 18   | 1.79         | Caracas       |
| Nueva Esparta          | Alexandra Braun Waldeck                  | 22   | 1.79         | Caracas       |
| Península Goajira      | Dominika Van Santen Alix                 | 22   | 1.72         | Maracaibo     |
| Portuguesa             | Ileana Beatriz Jiménez Maestre           | 24   | 1.73         | Maracaibo     |
| Sucre                  | Jictzad Nakarhyt Viña Carreño            | 22   | 1.83         | Carúpano      |
| Táchira                | Denisse Josefina Mora Páez               | 18   | 1.78         | San Cristóbal |
| Trujillo               | Angélika Sabrina Hernández Dorendorf     | 20   | 1.79         | Caracas       |
| Vargas                 | Johanna del Valle Peñaloza Pérez         | 21   | 1.78         | Maiquetía     |
| Yaracuy                | Adriana Milagros Echenagucia Vallenilla  | 22   | 1.77         | Caracas       |
| Zulia                  | Alejandra Pérez                          | 20   | 1.74         | Maracaibo     |

## Miembros del jurado
- Chiquinquirá Delgado (Miss Zulia y Miss Venezuela Flowers Queen 1990, conductora del programa matutino Portada's)
- Guillermo González (productor)
- Viviana Gibelli (Miss Monagas 1987, Miss Wonderland Venezuela 1988 y conductora de La Guerra de los Sexos)
- Enrique Zambrano (presidente de BMW Venezuela)
- Caridad Canelón (actriz de Se Solicita Príncipe Azul)
- Rafael Romero (actor de Se Solicita Príncipe Azul)
- Waleska Castrillo (conductora del Mega Match Siglo 21 y Sálvese Quien Pueda)
- Esteban Muller (director de Lufthansa Latinoamérica)
- Elba Escobar (actriz de Se Solicita Príncipe Azul)
- Osvaldo Karam (director del Instituto Médico La Floresca)
- Carolina Perpetuo (Miss Miranda 1986 y actriz de Se Solicita Príncipe Azul)
- Zoraya Villareal (Miss Lara 1995 y conductora del programa matutino Portada's)
- Francisco León (Mister Venezuela 2004 y conductor del programa matutino Portada's)
- Mariangel Ruiz (Miss Venezuela 2002 y conductora del programa matutino Portada's)
- Leonardo Villalobos (conductor del programa matutino Portada's)
- Andrés Suárez (actor de Se Solicita Príncipe Azul)
- Cristina Dieckmann (Miss Venezuela Mundo 1997 y actriz de Se Solicita Príncipe Azul)
- Carlos Cruz (actor de Se Solicita Príncipe Azul)
- Franklin Virgüez (actor de Se Solicita Príncipe Azul)
- Adrián Delgado (protagonista de Se Solicita Príncipe Azul)
- Daniela Alvarado (protagonista de Se Solicita Príncipe Azul)
- Rafael Novoa (protagonista de Se Solicita Príncipe Azul)
- Gaby Espino (protagonista de Se Solicita Príncipe Azul)
- Maritza Sayalero (Miss Universo 1979 y designada como presidenta del jurado)